# 植田和男
植田 和男（うえだ かずお、1951年〈昭和26年〉9月20日 - ）は、日本の経済学者。第32代日本銀行総裁。専門はマクロ経済学、金融論。東京大学名誉教授。Ph.D.。
静岡県出身。年金積立金管理運用独立行政法人 (GPIF) 運用委員長、日本銀行政策委員会審議委員、東京大学大学院経済学研究科長、共立女子大学ビジネス学部ビジネス学科教授を歴任した。

## 人物・経歴

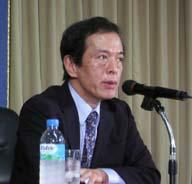
2008年7月

### 概要
東京教育大学附属駒場高等学校卒業。東京大学理学部、同大学経済学部卒業。東大経済学部在学中は宇沢弘文（数理経済学）、小宮隆太郎（国際金融論）、浜田宏一（国際金融論）の下で学ぶ。
長きに渡り東京大学で教鞭を執った一方で、政策当局への所属経験も多い。1985年～1987年には大蔵省財政金融研究所主任研究官を務める。研究所では旧日本開発銀行（現日本政策投資銀行）から出向してきた竹中平蔵（慶応義塾大学名誉教授）と机を並べ、そのころ拡大していた日本の経常黒字などについて研究した。
1998年には日本銀行政策委員会審議委員に就任し、バブル崩壊の影響で大手金融機関の破綻が相次ぐ不況の中、速水優総裁によるゼロ金利政策や量的金融緩和政策の導入を政策委員会の理論的支柱として支えた。2000年の金融政策決定会合においては、ゼロ金利政策の解除に対し反対票を投じた。
2023年2月14日、4月に退任する黒田東彦の後任として、政府が植田を第32代日本銀行総裁へ起用する同意人事案を国会に提示した。3月9日に衆議院、10日に参議院で同意人事案の採決が行われ、それぞれ賛成多数で同意された。
同年4月9日、総裁に就任。同年内閣府中央防災会議委員、金融広報中央委員会顧問、国際通貨基金総務会総務代理たる日本政府代表代理、国際復興開発銀行総務会総務代理たる日本政府代表代理、欧州復興開発銀行総務会総務代理たる日本政府代表代理、米州開発銀行総務会総務代理たる日本政府代表代理、アジア開発銀行総務会総務代理たる日本政府代表代理、アフリカ開発銀行総務会総務代理たる日本政府代表代理、投資紛争解決国際センター理事会代表者代理たる日本政府代表代理。

### 日銀総裁
2023年4月9日、黒田東彦の後任として日銀総裁に就任。2024年3月の金融政策決定会合では、それまで続いていたマイナス金利の解除を決定。金利を0.1%として、17年ぶりの利上げに踏み切った。さらに2024年7月には、金利を0.25%とし、追加の利上げを行った。2025年1月には、さらに0.25%追加利上げを行い、政策金利を0.5%とした。
また、植田は長短金利操作（イールドカーブコントロール）を終了した。ジュピター・アセット・マネジメントのダニエル・カーターは、「金利をマイナスからプラス圏に引き上げるには非常に微妙なさじ加減が必要」とし、それを成し遂げた植田を評価し、また彼を起用を決定した岸田文雄首相の隠れた功績であるとした。

## 家族・家系

### 家族・親族
俳優の加藤剛は祖父の従弟に当たる。そのため加藤の甥に当たる俳優のうえだ峻とは縁戚であり、元牧之原市長の西原茂樹は遠い親戚に当たる。妻は経済学者（日本女子大学教授）の植田敬子。

### 家系
基本的な出典は「川原崎次郎編著『城下町相良区史』城下町相良区史刊行会」のpp.755-758より。
植田家は前浜町（現・牧之原市）の名主を務めた家柄で、江戸期には重郎左衛門を襲名した。明治初期の植田重五郎は1872年3月26日（明治5年2月18日）に初めて相良に郵便取扱所を開き、後、勘六、富蔵と相良郵便局（三等郵便局）長を継いでいる。
なお『相良郵便局業務沿革誌』によれば、「明治四年十一月島田御用所より相良町に郵便取扱所設置に付、希望の者願書差出方示達あり。相良前浜組頭植田重五郎御請願。翌年二月十八日許可方に相成り、掛川宿亀田吉忠方へ出張請書差出。金谷の宿へ毎月二、六、九の日差出の事に相成り、斯に郵便開始の運びに至れり。」とあり、植田重五郎は当時、前浜町組頭で川船改役を兼務しており、藩政期から回漕業にかかわっていたようである。

### 植田家
- 高祖父・勘六（生年不明 - 1933年（昭和8年））
植田信行（重五郎の弟、分家）の長子であったが、重五郎に子が無かったので本家に入籍した[16]。1880年（明治13年）郵便取扱役となり、1886年（明治19年）三等郵便局長就任[16]。以後二十一年間その職にあって、1907年（明治40年）正八位に叙せられ、1933年（昭和8年）七十七歳で没した[16]。

- 曽祖父・富蔵（1876年（明治9年）- 1947年（昭和22年））
勘六の長男[22]。1910年（明治43年）三等郵便局長となり後、勲八等瑞宝章を授けられ、1927年（昭和2年）従七位[16]。1939年（昭和14年）退官、勲七等。1943年（昭和18年）正七位に叙せられ、1947年（昭和22年）没した[16]。行年七十一歳。なお長女のはなは、堀之内裁縫女学校（現：静岡県立小笠高等学校）の創立者である成瀬藤一の養子・藤五郎に嫁いだ[22][23][24]。

- 曽祖母・とも（1884年（明治17年）10月 - 1953年（昭和28年））
富蔵の妻。地頭方銀行頭取を務めた西原文平の娘で、俳優の加藤剛の伯母（母・せつの姉）に当たる[16][25]。兄は弁護士の西原松平で、妹のれつは島田大井川農業水利事業所事務官、静岡県小笠郡菊川町長などを歴任した青山勝一に嫁いだ[16][26]。1953年（昭和28年）七十歳で没した。

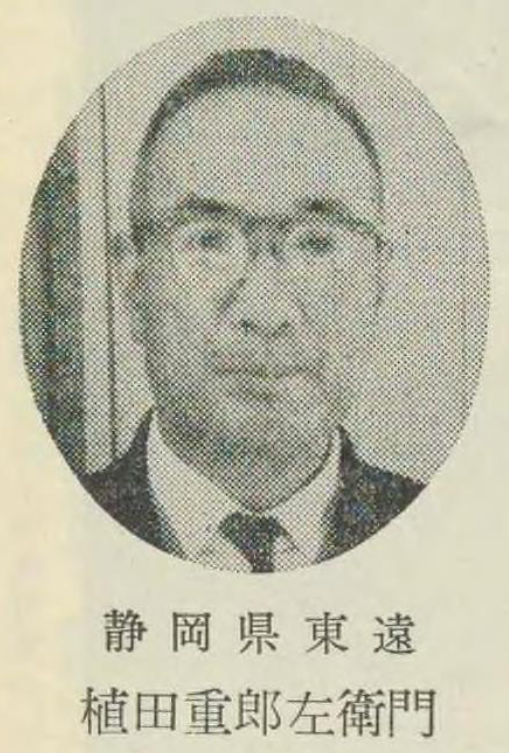
祖父・重郎左衛門（元相良郵便局長）

- 祖父・重郎左衛門（1904年（明治37年）1月1日 - 1975年（昭和50年）10月3日）
富蔵・ともの長男として、相良一一四番地に生まれた[16]。1918年（大正7年）東京逓信局通信生養成所を卒業、相良郵便局に奉職したが、1920年（大正9年）東京、白金郵便局に転勤。同年通信書記補に任官。1923年（大正12年）10月、池新田村（現：御前崎市）篠崎清五郎の長女・静江と結婚[27]。1925年（大正14年）通信書記となり東京中央郵便局在勤を命じられた。直後、相良郵便局事務員。1927年（昭和2年）通信手となり、1939年（昭和14年）5月三等郵便局長（相良）に就任。父・富蔵の後を継いだ。1941年（昭和16年）官制改正により特定郵便局長。1944年（昭和19年）勲八等に叙せられた。
戦時中の多難な情勢下に通信業務、貯蓄増強、国債消化に尽力。大政翼賛会相良町常会委員を務めた[16]。戦後、諸物資欠乏の中で局員と共に野菜類をリヤカーに積み郊外に売り歩いたこともあった。1956年（昭和31年）東遠特定局長会副会長等に就任。1958年（昭和33年）局舎が国営となり相生町に移転。1961年（昭和36年）局種種別改訂により普通局となり、引き続き局長を命じられたが、1962年（昭和37年）勤続四十四年で退官した。1975年（昭和50年）10月3日、没した。行年七十一歳。遺体は大澤寺墓地に葬られ、即日、国は従六位勲五等瑞宝章を授与した[16]。
趣味、特技は料理、ビリヤード、狩猟、釣り、メジロ飼育など多岐にわたった[16]。

- 祖母・静江（1906年（明治39年） - 没年不明）
1923年（大正12年）東京逓信講習所普通科を卒業後、郷里、池新田郵便局に奉職[16]。結婚後、相良郵便局に転勤。1938年（昭和13年）より華道・松月堂古流を植田松涛園、茶道・裏千家を植田宗静の名で教授。両者で生徒数百名を越した時もあり、郷土における先覚者であった[16]。

- 父・重男（1925年（大正14年）生）
重郎左衛門・静江の長男[16][22]。日本電信電話公社名古屋データ通信局長を経て、朝日ビジネスコンサルタント（略称：ABC、現：富士ソフト）社長を務めた[16][20][28]。

### 家系図
|  |  |            |            |            |            |            |            |  |  | 植田重五郎 |          |          |          |          |          |  |  |                |                |                |                |                |                |      |      |      |      |      |      |          |          |          |          |          |          |      |      |      |      |  |  |        |        |        |        |        |        |  |  |            |            |            |            |            |            |
|  |  |            |            |            |            |            |            |  |  |            |          |          |          |          |          |  |  |                |                |                |                |                |                |      |      |      |      |      |      |          |          |          |          |          |          |      |      |      |      |  |  |        |        |        |        |        |        |  |  |            |            |            |            |            |            |
|  |  |            |            |            |            |            |            |  |  | 植田勘六   | 植田勘六 | 植田勘六 | 植田勘六 | 植田勘六 | 植田勘六 |  |  |                |                |                |                |                |                |      |      |      |      |      |      | 西原文平 | 西原文平 | 西原文平 | 西原文平 | 西原文平 | 西原文平 |      |      |      |      |  |  |        |        |        |        |        |        |  |  |            |            |            |            |            |            |
|  |  |            |            |            |            |            |            |  |  | 植田勘六   | 植田勘六 | 植田勘六 | 植田勘六 | 植田勘六 | 植田勘六 |  |  |                |                |                |                |                |                |      |      |      |      |      |      | 西原文平 | 西原文平 | 西原文平 | 西原文平 | 西原文平 | 西原文平 |      |      |      |      |  |  |        |        |        |        |        |        |  |  |            |            |            |            |            |            |
|  |  |            |            |            |            |            |            |  |  |            |          |          |          |          |          |  |  |                |                |                |                |                |                |      |      |      |      |      |      |          |          |          |          |          |          |      |      |      |      |  |  |        |        |        |        |        |        |  |  |            |            |            |            |            |            |
|  |  | 篠崎清五郎 | 篠崎清五郎 | 篠崎清五郎 | 篠崎清五郎 | 篠崎清五郎 | 篠崎清五郎 |  |  | 植田富蔵   | 植田富蔵 | 植田富蔵 | 植田富蔵 | 植田富蔵 | 植田富蔵 |  |  |                |                |                |                |                |                |      |      | とも | とも | とも | とも | とも     | とも     |          |          | せつ     | せつ     | せつ | せつ | せつ | せつ |  |  |        |        |        |        |        |        |  |  | 加藤鉉一郎 | 加藤鉉一郎 | 加藤鉉一郎 | 加藤鉉一郎 | 加藤鉉一郎 | 加藤鉉一郎 |
|  |  | 篠崎清五郎 | 篠崎清五郎 | 篠崎清五郎 | 篠崎清五郎 | 篠崎清五郎 | 篠崎清五郎 |  |  | 植田富蔵   | 植田富蔵 | 植田富蔵 | 植田富蔵 | 植田富蔵 | 植田富蔵 |  |  |                |                |                |                |                |                |      |      | とも | とも | とも | とも | とも     | とも     |          |          | せつ     | せつ     | せつ | せつ | せつ | せつ |  |  |        |        |        |        |        |        |  |  | 加藤鉉一郎 | 加藤鉉一郎 | 加藤鉉一郎 | 加藤鉉一郎 | 加藤鉉一郎 | 加藤鉉一郎 |
|  |  |            |            |            |            |            |            |  |  |            |          |          |          |          |          |  |  |                |                |                |                |                |                |      |      |      |      |      |      |          |          |          |          |          |          |      |      |      |      |  |  |        |        |        |        |        |        |  |  |            |            |            |            |            |            |
|  |  | 静江       | 静江       | 静江       | 静江       | 静江       | 静江       |  |  |            |          |          |          |          |          |  |  | 植田重郎左衛門 | 植田重郎左衛門 | 植田重郎左衛門 | 植田重郎左衛門 | 植田重郎左衛門 | 植田重郎左衛門 |      |      |      |      |      |      |          |          |          |          |          |          |      |      |      |      |  |  | 加藤剛 | 加藤剛 | 加藤剛 | 加藤剛 | 加藤剛 | 加藤剛 |  |  |            |            |            |            |            |            |
|  |  | 静江       | 静江       | 静江       | 静江       | 静江       | 静江       |  |  |            |          |          |          |          |          |  |  | 植田重郎左衛門 | 植田重郎左衛門 | 植田重郎左衛門 | 植田重郎左衛門 | 植田重郎左衛門 | 植田重郎左衛門 |      |      |      |      |      |      |          |          |          |          |          |          |      |      |      |      |  |  | 加藤剛 | 加藤剛 | 加藤剛 | 加藤剛 | 加藤剛 | 加藤剛 |  |  |            |            |            |            |            |            |
|  |  |            |            |            |            |            |            |  |  |            |          |          |          |          |          |  |  |                |                |                |                |                |                |      |      |      |      |      |      |          |          |          |          |          |          |      |      |      |      |  |  |        |        |        |        |        |        |  |  |            |            |            |            |            |            |
|  |  |            |            |            |            |            |            |  |  | 植田重男   |          |          |          |          |          |  |  |                |                |                |                |                |                |      |      |      |      |      |      |          |          |          |          |          |          |      |      |      |      |  |  |        |        |        |        |        |        |  |  |            |            |            |            |            |            |
|  |  |            |            |            |            |            |            |  |  |            |          |          |          |          |          |  |  |                |                |                |                |                |                |      |      |      |      |      |      |          |          |          |          |          |          |      |      |      |      |  |  |        |        |        |        |        |        |  |  |            |            |            |            |            |            |
|  |  |            |            |            |            |            |            |  |  | 植田和男   | 植田和男 | 植田和男 | 植田和男 | 植田和男 | 植田和男 |  |  |                |                | 敬子           | 敬子           | 敬子           | 敬子           | 敬子 | 敬子 |      |      |      |      |          |          |          |          |          |          |      |      |      |      |  |  |        |        |        |        |        |        |  |  |            |            |            |            |            |            |
|  |  |            |            |            |            |            |            |  |  | 植田和男   | 植田和男 | 植田和男 | 植田和男 | 植田和男 | 植田和男 |  |  |                |                | 敬子           | 敬子           | 敬子           | 敬子           | 敬子 | 敬子 |      |      |      |      |          |          |          |          |          |          |      |      |      |      |  |  |        |        |        |        |        |        |  |  |            |            |            |            |            |            |

## 略歴

### 学歴
- 1970年 東京教育大学附属駒場高等学校（現：筑波大学附属駒場高等学校）卒業
- 1974年 東京大学理学部数学科卒業、東京大学経済学部へ学士入学
- 1975年 東京大学大学院経済学研究科進学
- 1976年 マサチューセッツ工科大学大学院進学
- 1980年 マサチューセッツ工科大学博士課程修了 (Ph.D.)

### 教職
- 1980年 カナダブリティッシュコロンビア大学経済学部助教授
- 1982年 大阪大学経済学部助教授
- 1989年 東京大学経済学部助教授
- 1993年 東京大学経済学部教授
- 2005年 - 2007年9月 東京大学大学院経済学研究科長
- 2005年 東京大学大学院経済学研究科教授
- 2017年 東京大学名誉教授
- 2017年 共立女子大学教授
- 2020年 共立女子大学ビジネス学部ビジネス学科教授

### 学外における役職

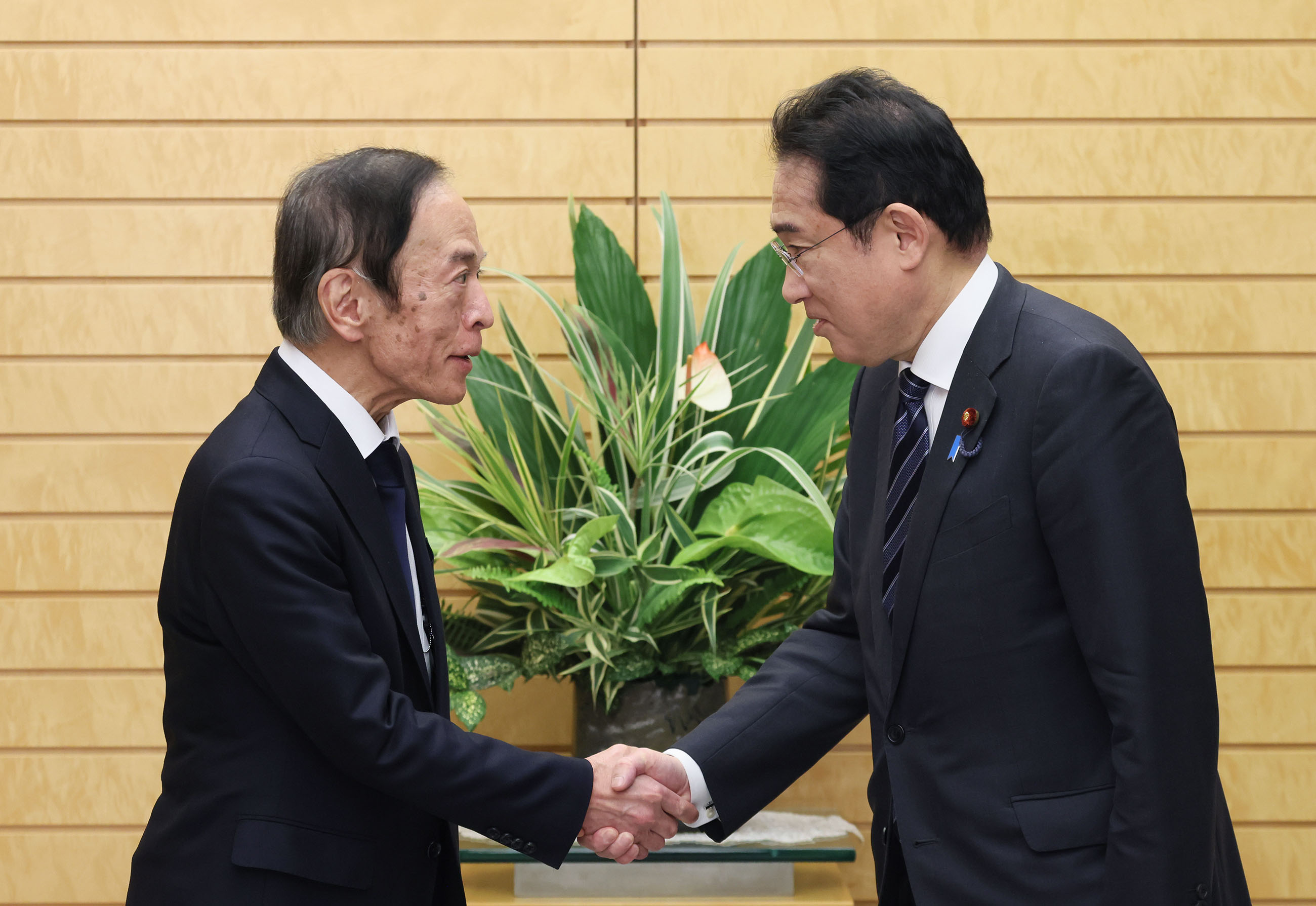
日本銀行総裁就任に当たり、内閣総理大臣岸田文雄と会談（2023年4月10日、内閣総理大臣官邸）

- 1985年 - 1987年 大蔵省財政金融研究所主任研究官
- 1998年 - 2005年 日本銀行政策委員会審議委員
- 2005年 - サントリー学芸賞政治・経済部門選考委員
- 2008年 - 日本政策投資銀行社外取締役
- 2011年4月 - 2012年6月 日本経済学会会長
- 2019年 - 日揮ホールディングス株式会社社外取締役
- 2023年4月 - 日本銀行総裁

その他、年金積立金管理運用独立行政法人 (GPIF) 運用委員長、日本銀行金融研究所特別顧問を務める。

## 受賞
- 1983年 『国際マクロ経済学と日本経済』でサントリー学芸賞、日経・経済図書文化賞

## 著書

### 単著
- 国際マクロ経済学と日本経済 開放経済体系の理論と実証 東洋経済新報社, 1983
- 戦後の経済変動と経常収支 大蔵省財政金融研究所, 1986
- 国際収支不均衡下の金融政策 東洋経済新報社, 1992 ISBN 4492651578
- ゼロ金利との闘い 日銀の金融政策を総括する 日本経済新聞社, 2005 ISBN 4532351839
- 大学4年間の金融学が10時間でざっと学べる 中経出版, 2017

### 共著
- 円・ドルレート:1973-1985 吉田康 大蔵省財政金融研究所, 1986
- 企業間株式持合の経済的影響の分析 東京大学, 1990
- 金融・入門 三日間の経済学 翁邦雄 JICC出版局, 1991 ISBN 4796601449
- 戦後日本の資金配分 産業政策と民間銀行 岡崎哲二, 奥野正寛ほか 東京大学出版会, 2002 ISBN 4130401866

### 編著
- パースペクティブ日本経済 円高シフトの構造と方向 伊藤元重, 竹中平蔵共編 筑摩書房, 1988 ISBN 4480854460
- 90年代の国際金融 深尾光洋共編 日本経済新聞社, 1991 ISBN 4532130115
- 変革期の金融システム 貝塚啓明共編 東京大学出版会, 1994 ISBN 4130401416
- 金融空洞化の経済分析 深尾光洋ほか共編 日本経済新聞社, 1996 ISBN 453213109X
- 日本経済事典 伊藤元重, 小峰隆夫, 猪木武徳, 加護野忠男, 樋口美雄共編 日本経済新聞社, 1996 ISBN 4532145007
- 世界金融・経済危機の全貌 原因・波及・政策対応 慶應義塾大学出版会, 2010 ISBN 9784766417753